# Il–96
Az Iljusin Il–96 (oroszul: Илью́шин Ил-96) orosz nagy hatótávolságú, szélestörzsű, négyhajtóműves utasszállító repülőgép, amelyet a szovjet Iljusin repülőgéptervező-iroda tervezett és az orosz Voronyezsi Repülőgépgyár gyárt. 1992 óta van sorozatgyártásban.
A típust a Szovjetunió első szélestörzsű utasszállító repülőgépe, az Il–86-os utódaként fejlesztették ki. Az Il–96-os annál rövidebb, megnövelt hatótávolságú és új technikával van felszerelve: szárnyprofilja szuperkritikus, a szárnyak végén wingletek találhatók, pilótafülkéjében a műszereket képernyők helyettesítik és fly-by-wire repülésvezérlő rendszerrel is rendelkezik.
Az Il–96-ost szerkezetét tekintve négy főbb altípussal vezették be, ezek az Il–96–300-as, az Il–96M/T és az IL–96–400-as. Az Il–96–300, az Il–96M és az Il-96–400 utasszállító gépek, míg az Il-96T teherváltozat. Az első altípust, a 262 utas befogadására képes Il–96–300-ast 1985-ben jelentették be és 1993-ban állt menetrend szerinti forgalomba. A 312 utast szállítani képes, nyugati avionikával és hajtóművekkel felszerelt Il–96M-et 1993 jelentették be és 2000-ben szállították le az első megrendelőhöz. Az Il–96–400-ast jelenleg is fejlesztik, bár VIP- és teheralváltozata már szolgálatban áll.
Az Aeroflot állította először szolgálatba, menetrend szerinti forgalomban jelenleg csak a Cubana de Aviaciónnál áll. Ezenfelül az orosz állam is használja.

## Története
Már az alapvetően a belföldi járatokra szánt közepes hatótávolságú Il–86 tervezése során elkezdődött egy nagyobb hatótávolságú, Il–86D jelű változat kialakítását célzó tanulmányok elkészítése. 1978-ban az Il–86D-hez összegyűjtött adatok alapján kezdték el az Il–96 tervezését, amely nem csak hatótávolságban múlja felül az Il–86-t, de jelentősen javítottak a gép technológiai színvonalán, több szerkezeti eleme kompozit műanyagból készült. A gép törzse rövidebb lett, az utaslétszámot csökkentették. A fejlesztőmunka 1983-ban kapott nagyobb lendületet, amikorra elkészült a gazdaságosabb üzemű PSZ–90 turbóventilátoros gázturbinás sugárhajtómű, amellyel biztosítható volt a nagy hatótávolság elérése.
Az időközben Il–96–300 típusjelzést kapott repülőgép első repülésére 1988. szeptember 28-án került sor. A légialkalmassági bizonyítványát pedig 1992-ben kapta meg a típus. Az Aeroflot a következő évben, 1993-ban állította szolgálatba.
A típusból 1988-tól a Voronyezsi Repülőgépgyár eddig összesen 19 db-ot készített. A sorozatgyártása azonban csak 1992 óta folyik. A gyártott gépekből 17 db az Il–96–300 változat, további egy-egy példány (prototípus) készült az Il–96M és az Il–96T változatból. Egy gép ára kialakítástól függően kb. 40–50 millió USD.

## Alkalmazása
Jelenleg az Il–96–300, az Il–96M és az Il–96T változat áll szolgálatban. Oroszországban 14 db üzemel az Il–96-300-asból, ebből 6 db az Aeroflotnál, két példány elnöki gépként áll szolgálatban, a többi kisebb légitársaságoknál üzemel. Egyetlen külföldi alkalmazója a kubai Cubana de Aviación légitársaság, amely 2 db-ot üzemeltet. Az Il–96M-ből 8 üzemel, 4 az Aeroflotnál és 4 az Iljusinnál. Az Il–96T-ből 2 üzemel, 1 az Aeroflotnál és 1 az Iljusinnál szolgál. Orosz és külföldi légitársaságoknak több példányra van megrendelése, ezek egy része már az újabb, Il–96–400-as változatra vonatkozik.
A repülőgéppel ez idáig baleset nem fordult elő. 2005 augusztusában a futóműveknél felmerült problémák miatt rendeltek el felszállási tilalmat a típusra, amelyet 42 nap után feloldottak.

## Szerkezeti kialakítása

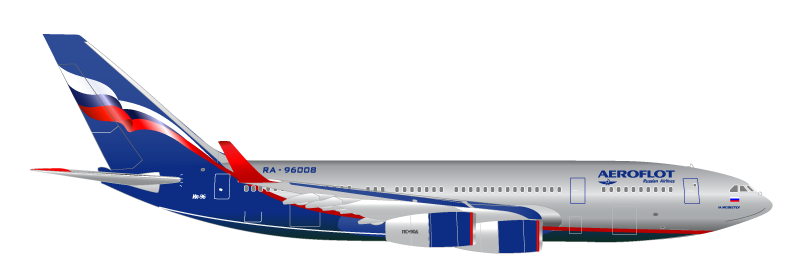
Az Il–96-os repülőgép az orosz Aeroflot színeiben.

Felépítése nagyrészt megegyezik az Il–86-éval, de törzse annál 5,5 m-rel rövidebb. A szárny profilja szuperkritikus kialakítású, a legújabb aerodinamikai kutatások alapján a szárnyvégeken kis toldatok, wingletek helyezkednek el. Irányítása teljesen elektronikus, fly-by-wire rendszerű. Avionikai berendezései teljes egészében orosz gyártmányúak, a gép megfelel az európai és észak-amerikai repülési útvonalak előírásainak (RNP–1), valamint az ICAO CAT IIIA normáknak. A pilótafülkében a repülési információkat 6 db nagyméretű színes LCD-monitor jeleníti meg. Tehetetlenségi navigációs berendezéssel, és műholdas kommunikációhoz szükséges rendszerekkel is fel van szerelve. A nagyfokú automatizáltsága miatt a többi modern utasszállítóhoz hasonlóan csak kétfős személyzetet igényel.

## Típusváltozatok

### Il–96–300
Az Il–96 alaptípusa, amelyet PSZ–90A hajtóművekkel szereltek fel, 295 fő szállítására alkalmas. Ebből a változatból készült a legtöbb és jelenleg egyedül ezt a változatot használja az Aeroflot. 1988. szeptember 28-án repült először és 1993-ban állt szolgálatba az Aeroflotnál.

### Il–96–300PU

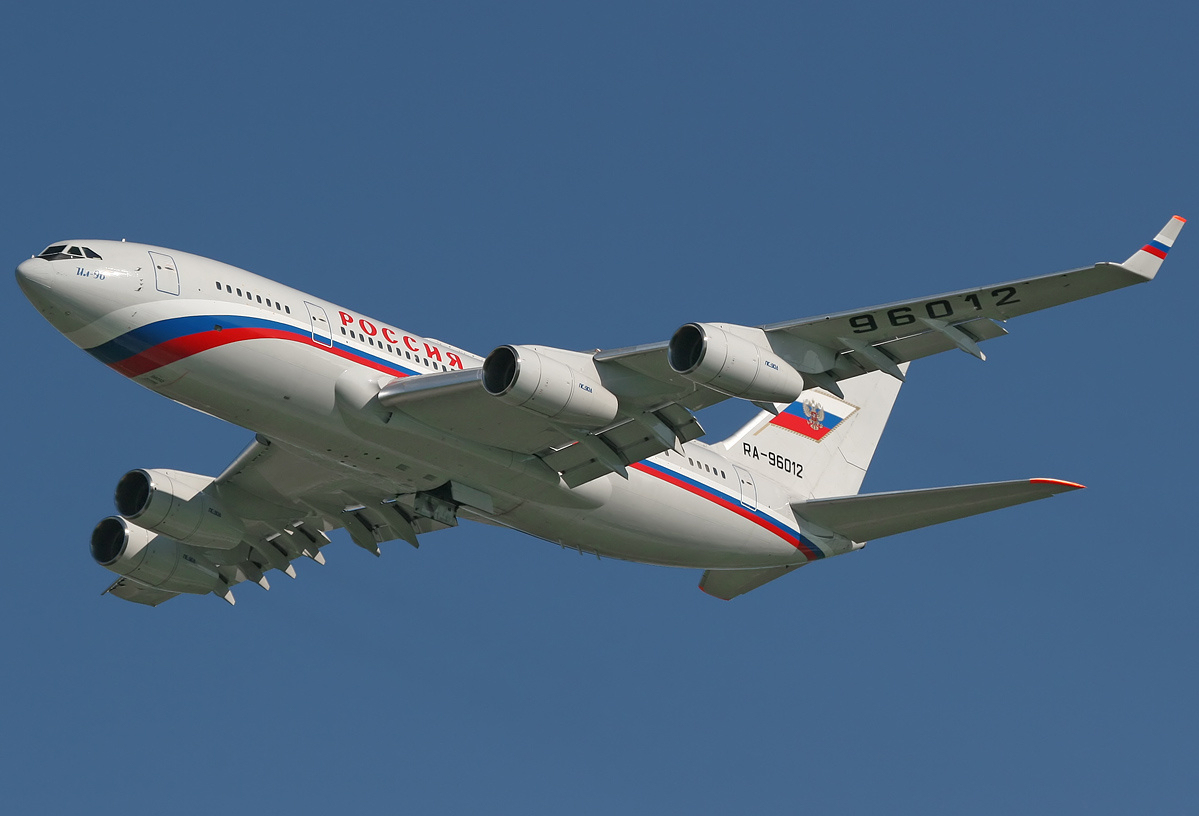
Az RA–96012 lajstromjelű elnöki gép

Az Il–96–300 elnöki különgéppé és repülő vezetési ponttá átalakított speciális változata (PU – punkt upravlenyija /ункт управления/, vezetési pont). Négy példány készült belőle, melyek az RA–96012, valamint az RA–96016 és a RA-96021 lajstromjelet viselik, további kettő darab rendelés alatt. Repülési tulajdonságai megegyeznek az alapváltozatéval, de megnövelték a hatótávolságát. Speciális kommunikációs rendszerekkel szerelték fel, amely biztosítja az orosz fegyveres erők vezetésével való kapcsolattartást. Mindhárom gép a Vnukovói repülőtéren állomásozik.

### Il–96M
Az első olyan orosz utasszállító volt, amelyet nyugati avionikai berendezésekkel és hajtóművel (Pratt & Whitney PW2337) szereltek fel.

### Il–96T
Az Il–96M teherszállító változata. Egy prototípus készült belőle (RA–96101), sorozatban nem gyártották. Az Il–96T Oroszország legnagyobb civil teherszállítója, de csak az Iljusin színeiben[forrás?] repült. Az 1997-es és 1999-es Le Bourget-i légiszalonon még Il–96T jelzéssel repült az RA–96101 lajstromú gép, azonban később meghosszabbított törzzsel, Il–96–400T jelzéssel repült az Atlant-Szojuz (még 2007-ben), majd napjainkban (2011-2012) a Polet Airlines színeiben.

### Il–96–400
Il–96–400 az Il–96–300 64 m-re meghosszabbított törzsű változata, amely 435 főt képes befogadni. Az Il–96–300 váltótípusának szánják. A gép modernebb avionikai berendezéseket, valamint növelt tolóerejű és gazdaságosabb üzemű Szolovjov PSZ–90A–1 gázturbinás sugárhajtóművet kapott.

### Il–96–400M
Első repülésére 2023. november 1-én került sor.

### Il–96–400T
Az Il–96–400 teherszállító változata, műszaki adatai azzal megegyezőek. PSZ–90A–2 gázturbinás sugárhajtóművel szereltek fel. Két darabot építettek belőle az Aeroflot-Cargo részére, de a légitársaság 2008 decemberében elállt a megvásárlásuktól, mert üzemeltetésüket gazdaságtalannak értékelte.

## Gyártás
| Típusváltozat | Szolgálati lajstrom     | Üzemeltető                                                                      |
| ------------- | ----------------------- | ------------------------------------------------------------------------------- |
| Il–96M        | RA–96000                | Iljusin 96M                                                                     |
| Il–96–300     | RA–96002                | Atlant-Soyuz Airlines of the Moscow Government (1999. november) Airstars        |
| Il–96–300     | RA–96005                | Aeroflot (Le Bourget 91-en még CCCP–96005-ként)                                 |
| Il–96–300     | RA–96006                | Domodedovo Airlines                                                             |
| Il–96–300     | RA–96007 (A. Majorov)   | Aeroflot                                                                        |
| Il–96–300     | RA–96008 (Ja. Moiszjev) | Aeroflot                                                                        |
| Il–96–300     | RA–96009                | Domodedovo Airlines                                                             |
| Il–96–300     | RA–96010                | Aeroflot                                                                        |
| Il–96–300     | RA–96011 (V. Kokkinaki) | Aeroflot                                                                        |
| Il–96–300PU   | RA–96012                | Rosszija (1998. áprilistól)                                                     |
| Il–96–300     | RA–96013                | Domodedovo Airlines                                                             |
| Il–96–300     | RA–96014                | KrasAir                                                                         |
| Il–96–300     | RA–96015                | Aeroflot                                                                        |
| Il–96–300PU   | RA–96016                | Rosszija                                                                        |
| Il–96–300     | RA–96017                | KrasAir                                                                         |
| Il–96–300     | RA–96018                | Rosszija                                                                        |
| Il–96–300     | RA–96019                | Rosszija                                                                        |
| Il–96–300PU   | RA–96020                | Rosszija                                                                        |
| Il–96–300PU   | RA–96021                | Rosszija                                                                        |
| Il–96–300PU   | RA–96022                | Rosszija                                                                        |
| Il–96–300     | RA–96023                | Rosszija                                                                        |
| Il–96–400T    | RA–96101                | Aeroflot (Le Bourget 97 és 99-en, ekkor még Il–96T) Polet Airlines              |
| Il–96–400T    | RA–96102                | Atlant-Soyuz Airlines of the Moscow Government (2007. augusztus) Polet Airlines |
| Il–96–400T    | RA–96103                | Polet Airlines                                                                  |
| Il–96–300     | CU–T1250                | Cubana                                                                          |
| Il–96–300     | CU–T1251                | Cubana                                                                          |
| Il–96–300     | CU–T1254                | Cubana                                                                          |

## Üzemeltetők
2023. májusában az alábbi Il–96-osok állnak forgalomban:
| Légitársaság                       | Típus         | Darabszám | Megrendelés | Raktáron |
| ---------------------------------- | ------------- | --------- | ----------- | -------- |
| Rossiya (az orosz kormány részére) | Il–96–300PU   | 10        | 0           | 0        |
| Iljusin repülőgéptervező-iroda     | Il–96–300     | 1         | 1           | 1        |
| Cubana de Aviación                 | Il–96–300     | 2         | 1           | 1        |
| VASO                               | Il–96–400T    | 2         | 1           | 1        |
| Orosz Légierő                      | Il–96–400VVIP | 1         | 0           | 0        |
| Összesen                           |               | 16        | 3           | 3        |

## Műszaki adatok (Il–96–300)

### Tömeg- és méretadatok
- Hossz: 55 m
- Fesztáv: 60,1 m
- Magasság: 17,55 m
- Hasznos terhelés: 40 000 kg
- Maximális felszállótömeg: 216 000 kg

### Hajtóművek
- Hajtómű típusa: Szolovjov PSZ–90A
- Hajtóművek száma: 4 db
- Tolóerő: 4 × 157 kN

### Repülési adatok
- Legnagyobb sebesség: 910 km/h
- Utazósebesség: 850–900 km/h
- Utazómagasság: 12 100 m
- Hatótávolság: 10 000 km (30 000 kg hasznos terheléssel)
- Felszállási úthossz: 2700 m
- Kigurulási úthossz: 2000 m

## Lásd még

### Hasonló repülőgépek
- Airbus A310
- Airbus A330
- Boeing 767
- McDonnell Douglas MD–11

## Külső hivatkozások
- A repülőgépet gyártó Voronyezsi Repülőgépgyár honlapja Archiválva 2021. július 22-i dátummal a Wayback Machine-ben
- Az Il–96 az Ilyushin Finance Co. lízing-cég honlapján
- Ил–96 – Az Ugolok nyeba (airwar.ru) cikke (oroszul)
- Ил–96М – Az Ugolok nyeba (airwar.ru) cikke (oroszul)